# Велико Рибаре
Велико Рибаре (алб. Ribar i Madh) је насеље у општини Липљан, Косово и Метохија.

## Географија
Велико Рибаре се налази на 556 метара надморске висине, и то на координатама 42° 30′ 33" СГШ и 21° 02′ 28" ИГД.

## Демографија
| Етнички састав према попису из 1981.‍ | Етнички састав према попису из 1981.‍ | Етнички састав према попису из 1981.‍ | Етнички састав према попису из 1981.‍ | Етнички састав према попису из 1981.‍ |
| ------------------------------------ | ------------------------------------ | ------------------------------------ | ------------------------------------ | ------------------------------------ |
|                                      |                                      |                                      |                                      |                                      |
| Албанци                              | Албанци                              |                                      | 1.663                                | 99,46%                               |
| Муслимани                            | Муслимани                            |                                      | 2                                    | 0,11%                                |
| непознато                            | непознато                            |                                      | 7                                    | 0,41%                                |

| Демографија | Демографија | Демографија |
| Година      | Становника  | Становника  |
| ----------- | ----------- | ----------- |
| 1948.       | 903         |             |
| 1953.       | 966         |             |
| 1961.       | 1.034       |             |
| 1971.       | 1.263       |             |
| 1981.       | 1.272       |             |
| 1991.       | 2.218       |             |